# Andrew Shue
Andrew Shue, född den 20 februari 1967, är en amerikansk skådespelare och tidigare professionell fotbollsspelare.
Shue är mest känd som Billy i TV-serien Melrose Place. Han är bror till skådespelerskan Elisabeth Shue.
Han tillbringade en säsong med Los Angeles Galaxy i Major League Soccer (MLS) för säsongen 1996. Shue avlade en kandidatexamen vid Dartmouth College 1989 och året efter bodde han ett år i Zimbabwe och var lärare i matematik samtidigt som han spelade fotboll för fotbollsklubben Bulawayo Highlanders, de vann den nationella ligan det året.